# Свята Лесото
Це список свят Лесото.

## Державні свята
- 1 січня: Перший день нового року
- 11 березня: День Мошоешое
- 29 березня: Страсна п'ятниця
- 1 квітня: Великодній понеділок
- 1 травня: День Трудящих
- 9 травня: Вознесіння
- 25 травня: День Африки, День Героїв
- 17 липня: День Народження короля Летсіє III
- 4 жовтня: День Незалежності
- 25 грудня: Різдво
- 26 грудня: День подарунків